# وادي صالح (مبين)

تعديل مصدري - تعديل

وادي صالح هي إحدى قرى عزلة المراحبة بمديرية مبين التابعة لمحافظة حجة، بلغ تعداد سكانها 396 نسمة حسب تعداد اليمن لعام 2004.